# Ministri della salute della Danimarca
I Ministri della salute della Danimarca dal 1987 al 2022 ad oggi sono i seguenti.

## Lista
| Ministro | Ministro        | Ministro                      | Partito                       | Governo             | Mandato           | Mandato           |
| Ministro | Ministro        | Ministro                      | Partito                       | Governo             | Inizio            | Fine              |
| --- | --------------- | ----------------------------- | ----------------------------- | ------------------- | ----------------- | ----------------- |
| Salute |                 |                               |                               |                     |                   |                   |
| |                 | Agnete Laustsen (1935-2018)   | Partito Popolare Conservatore | Schlüter II         | 10 settembre 1987 | 3 giugno 1988     |
| |                 | Elsebeth Kock-Petersen (1949) | Venstre                       | Schlüter III        | 3 giugno 1988     | 7 dicembre 1989   |
| |                 | Ester Larsen (1936-2025)      | Venstre                       | Schlüter III        | 7 dicembre 1989   | 8 dicembre 1990   |
| Schlüter IV | 8 dicembre 1990 | Ester Larsen (1936-2025)      | Venstre                       | 25 gennaio 1993     |                   |                   |
| |                 | Torben Lund (1950)            | Socialdemocrazia              | Nyrup Rasmussen I   | 25 gennaio 1993   | 27 settembre 1994 |
| |                 | Yvonne Herløv Andersen (1942) | Democratici di Centro         | Nyrup Rasmussen II  | 27 settembre 1994 | 30 dicembre 1996  |
| |                 | Birte Weiss (1941)            | Socialdemocrazia              | Nyrup Rasmussen III | 30 dicembre 1996  | 23 marzo 1998     |
| |                 | Carsten Koch (1945)           | Socialdemocrazia              | Nyrup Rasmussen IV  | 23 marzo 1998     | 23 febbraio 2000  |
| |                 | Sonja Mikkelsen (1955)        | Socialdemocrazia              | Nyrup Rasmussen IV  | 23 febbraio 2000  | 21 dicembre 2000  |
| |                 | Arne Rolighed (1947)          | Socialdemocrazia              | Nyrup Rasmussen IV  | 21 dicembre 2000  | 27 novembre 2001  |
| Dal 2001 al 2007 il Ministero della salute viene accorpato con il Ministero dell'interno per costituire il "Ministero dell'interno e della salute".                                                         |                 |                               |                               |                     |                   |                   |
| Salute e prevenzione |                 |                               |                               |                     |                   |                   |
| |                 | Jakob Axel Nielsen (1967)     | Partito Popolare Conservatore | Fogh Rasmussen III  | 23 novembre 2007  | 5 aprile 2009     |
| Løkke Rasmussen I | 5 aprile 2009   | Jakob Axel Nielsen (1967)     | Partito Popolare Conservatore | 23 febbraio 2010    |                   |                   |
| Dal 2010 al 2011 il Ministero della salute e della prevenzione viene nuovamente accorpato con il Ministero dell'interno e degli affari sociali per ricostituire il "Ministero dell'interno e della salute". |                 |                               |                               |                     |                   |                   |
| Salute e prevenzione |                 |                               |                               |                     |                   |                   |
| |                 | Astrid Krag (1982)            | Socialdemocratici             | Thorning-Schmidt I  | 3 ottobre 2011    | 3 febbraio 2014   |
| |                 | Nick Hækkerup (1968)          | Socialdemocratici             | Thorning-Schmidt II | 3 febbraio 2014   | 28 giugno 2015    |
| Salute e anziani |                 |                               |                               |                     |                   |                   |
| |                 | Sophie Løhde (1983)           | Venstre                       | Løkke Rasmussen II  | 28 giugno 2015    | 28 novembre 2016  |
| Salute |                 |                               |                               |                     |                   |                   |
| |                 | Ellen Trane Nørby (1980)      | Venstre                       | Løkke Rasmussen III | 28 novembre 2016  | 27 giugno 2019    |
| |                 | Magnus Heunicke (1975)        | Socialdemocrazia              | Frederiksen I       | 27 giugno 2019    | 15 dicembre 2022  |
| Dal 2022 il Ministero della salute viene nuovamente accorpato con il Ministero dell'interno per ricostituire il "Ministero dell'interno e della salute".                                                    |                 |                               |                               |                     |                   |                   |

### Esplicative
1. ↑  Ricopre anche la carica di Ministro dell'interno fino al 20 ottobre 1997.
2. ↑  Ricopre anche la carica di Ministro per gli anziani fino al 21 gennaio 2021.